# Mario Lemina
Mario René Junior Lemina (phát âm tiếng Pháp: [maʁjo ləmina]; sinh ngày 1 tháng 9 năm 1993) là một cầu thủ bóng đá chuyên nghiệp người Gabon hiện đang thi đấu ở vị trí tiền vệ cho câu lạc bộ Wolverhampton Wanderers.
Lemina từng chơi cho các đội bóng Pháp như Lorient và Marseille, trước khi gia nhập Juventus ở Ý năm 2015, nơi mà anh giành cú đúp danh hiệu quốc nội với câu lạc bộ trong cả hai mùa giải tại Ý. Lemina chuyển đến thi đấu tại Anh cho Southampton vào năm 2017, sau đó được cho mượn đến Galatasaray năm 2019. Sau khi được đem cho mượn tại Fulham, Lemina gia nhập đội bóng Pháp OGC Nice năm 2021. Tháng 1 năm 2023, Lemina trở lại Anh sau khi kí hợp đồng với Wolverhampton Wanderers.